# نادي بونتي بريتا
جمعية بونتي بريتا الرياضية (بالبرتغالية: Associação Atlética Ponte Preta‏) هو نادي كرة قدم في البرازيل تأسس في 11 أغسطس 1900 يقع في كامبيناس. يلعب في الدوري البرازيلي لكرة القدم. يُدربه فيليبي موريرا.